# Jugelsburg
Jugelsburg ist einer der acht Ortsteile der Stadt Adorf/Vogtl. im sächsischen Vogtlandkreis.

## Geographie
Jugelsburg erstreckt sich vom 450 m tief liegenden Tal der Weißen Elster bei der ehemaligen Staudenmühle (heute GEWA) bis zum 560 m hohen Vogelherd. Der Ortsname ist wohl von der gugel-, d. h. kappenförmigen Gestalt des Berges abgeleitet, auf dem sich das Dorf erstreckt. Manche Autoren vermuten aber, dass sich der Name auf den slawischen Juel-Kult bezieht, da die Gegend bis ins Mittelalter von Slawen besiedelt war. Den Ortskern bildet der Ehrenhain und das daneben gelegene Gasthaus auf halber Strecke den Berg hinauf.
An Jugelsburg grenzen die Stadt Adorf, der Adorfer Ortsteil Remtengrün und Bad Elster.
Jugelsburg hat nur einen Ortsteil, die Karlsgasse. Remtengrün ist eine Ausgründung des ehemaligen Vorwerkes/Rittergutes.

## Geschichte

Grabplatte der Freifrau von Gößnitz aus dem Hause Jugelsburg

Die erste Urkundliche Erwähnung von Jugelsburg geht auf das Jahr 1483 zurück. Jugelsburg scheint aber noch älter zu sein, da damals die Herren „von Jeßnitz vff der Gugelsperg“ ein Lehen in Eichigt erwarben. Heute sind nur noch minimale Reste des Burghügels vorhanden. Die Burg erhob sich auf dem stufenförmig abfallenden Gelände an der Bahnstrecke gegenüber der ehemaligen Staudenmühle (spätere Möbelfabrik Bleyer & Dörfelt, Musima, GEWA). Mit einer Größe von ca. 25 bis 30 m bergabwärts und ca. 20 bis 24 m längs des Elstertales diente sie als Wehranlage und Wohnsitz. Sie war eine kleine Burg, besaß demzufolge Bergfried, Ringmauer, Wälle und Wallgraben. Am 10. Juni 1632 wurde das „Feste Haus“ im Zuge des Schmalkaldischen Krieges durch die Truppen des Generals Holck niedergebrannt. Die letzten Mauerreste verschwanden beim Bau der Bahnstrecke Plauen–Cheb in den Jahren 1864/1865 durch Sprengarbeiten. 1542 bestand daneben ein Vorwerk/Rittergut des Adelsgeschlechts derer von Gößnitz, welche diese Güter auf Gugelspurgk (Jugelsburg, Ingelsberg) besaßen und nach dem Zweiten Weltkrieg durch die Bodenreform enteignet wurden. Weitere Guts- oder Burgherren in Jugelsburg waren die Thossen und die von Kotzau. Jugelsburg gehörte bis ins 19. Jahrhundert zum Amt Voigtsberg.
Am 17. Mai 1839 wurde Jugelsburg im Zuge der Einführung der konstitutionellen Monarchie in Sachsen durch die Wahl des Jugelsburger Gemeindeältesten (der die Aufgaben eines Dorfbürgermeisters innehatte) und des ersten Gemeindevorstandes (Gemeinderates) eine selbständige Gemeinde. Nur einen Tag später wurde die gleiche Wahl – ebenfalls im Jugelsburger Wirtshaus – für die Gemeinde Sohl durchgeführt. Beide frisch gewählten Gemeindeältesten und beide Gemeindevorstände wurden am 31. Mai 1839 (man darf annehmen, gemeinsam) – wiederum im Dorfgasthof Jugelsburg – feierlich vereidigt. Am 1. Juli 1950 wurde Jugelsburg in die Stadt Adorf eingemeindet.
Die Wirtschaft des Dorfes war im Mittelalter durch das alte Rittergut geprägt. Daneben trugen Häusler und Gärtner, später Klein- und Mittelbauern sowie Handwerker zur wirtschaftlichen Entwicklung bei. Als Haupterwerbszweig, meist in Heimarbeit entwickelte sich im 18. und 19. Jahrhundert wie auch andernorts in der Region der Musikinstrumentenbau, die Perlmutterverarbeitung, Handstickerei und Weißnäherei. Aber auch Bäcker, Schneider, Schuhmacher und ein „Tante-Emma-Laden“ prägten das Ortsbild. Daneben gab es besondere Gewerke wie den Pumpenbau oder eine Möbelfabrik. Auch ein Gasthaus, eine Schankwirtschaft sowie ein Flaschenbierhandel waren im Ort ansässig.

### Einwohnerentwicklung

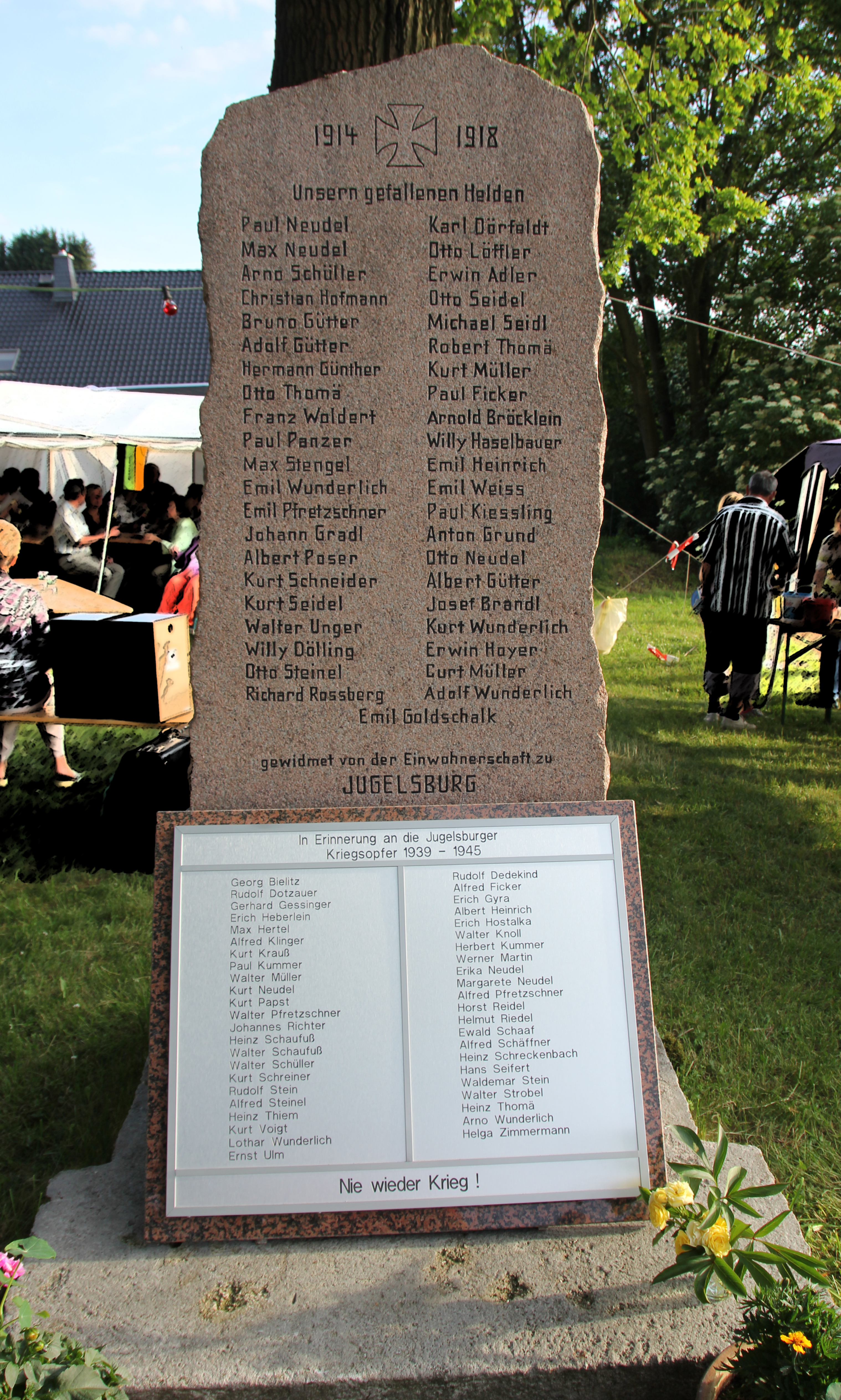
Kriegerdenkmal

Entwicklung der Einwohnerzahl:
| - 1793: 42 - 1834: 343 - 1871: 411 | - 1910: 817 - 1925: 725 - 1939: 606 | - 1946: 624 - 2010: 282 - 2012: 284 |

### Gedenkstätten
Im Ehrenhain des Dorfes befindet sich ein Kriegerdenkmal für die Opfer des Ersten Weltkriegs, das um 1920 von den Bewohnern errichtet wurde. Nach Umgestaltung durch die Nationalsozialisten zu einer Gedenkstätte der Nationalen Erhebung wurde es nach dem Zweiten Weltkrieg in der DDR dem Verfall preisgegeben. Erst im Jahr 2011 wurde es durch Spenden der Einwohnerschaft restauriert und 2012 um die Namen der Gefallenen des Dorfes im Zweiten Weltkrieg ergänzt.

Gemeindesiegel Gemeindeamt Jugelsburg, bis 1950 verwendet

## Wappen, Flagge, Dienstsiegel
Das Gemeindesiegel der ehemaligen Gemeinde Jugelsburg ist ein in den sächsischen Farben grün und weiß gehaltenes Oval mit Inschrift „Gemeindeamt Jugelsburg“.
Eine Flagge oder Wappen ist nicht überliefert.

## Verkehr
Jugelsburg liegt an der B 92 sowie an der Kreisstraße K7846. Die Bahnstrecke Plauen–Cheb wurde 1865 errichtet und führt im Tal der Weißen Elster durch die Gemarkung Jugelsburg. Ebenfalls führt der 2013 errichtete Elsterradweg zwischen Weißer Elster und Eisenbahn durch den Ort.
Der Ort ist mit der BürgerBus-Linie 96 an den vertakteten ÖPNV des Verkehrsverbunds Vogtland angebunden.

## Kultur und Sehenswürdigkeiten
Das sanierte Kriegerdenkmal im Ehrenhain ist sehenswert. Kulturelle Veranstaltungen wie Mundarttage, Dorfweihnachtsfeiern und Musikabende finden oft im Saal des Gasthauses statt.
In Jugelsburg gibt es eine Puppenstuben- und Kaufmannsladenausstellung im November und Dezember, die im Saal des Gasthofes stattfindet.

### Bauwerke
Jugelsburg ist eine dörflich geprägte Streusiedlung an den Hängen des Dorfberges mit neueren Einfamilienhäusern und alten Gehöften. Die einzigen öffentlichen Gebäude, die 1841 errichtete „alte“ und die 1904 gebaute „neue“ Schule wurden in den 2000ern wegen Baufälligkeit abgerissen. Bis 1950 wurden einige Räume des Gasthofs auch als Gemeindeamt genutzt.

### Musik
Der Männerchor „Freundschaft“ entstand 1954 und hatte sein Stammlokal im Gasthof. Daraus entstand dann der heutige Eisenbahner Gesangverein. Die Musikinstrumentenbautradition setzt heute nur noch die auf Jugelsburger Flur gelegene GEWA music fort.

### Sport
Sport kann auf dem Jugelsburger Waldsportplatz, der ursprünglich als Feldhandballplatz angelegt wurde und in den 1990ern mit Fußballtoren versehen wurde, betrieben werden. Neben dem Fußball wird er für Reitübungen benutzt.

### Vereine

Turnvereinsfahne

Vor dem Zweiten Weltkrieg gab es in Jugelsburg vielfältiges Vereinsleben. Es existierten der Kegelklub „Da liegen sie“, der Turnverein „Vater Jahn“, eine eigene Feuerwehr, der Militärverein „Prinz Albert“, der Pfeifenklub „Sorgenfrei“ und der Jugendklub „Geselligkeit“. Der Männerchor „Freundschaft“ entstand 1954. Die Jugelsburger Kickers waren seit 1990 aktiv. Seit der 525-Jahr-Feier 2008 ist das Dorfleben wieder aufgeblüht. Ein eigener Dorfclub, der sich ohne Vereinskorsett um die Belange des Dorfes kümmert, bringt das Leben im Dorf mit verschiedensten Veranstaltungen wieder voran.
Ansonsten sind die Jugelsburger in den Vereinen der Stadt Adorf/Vogtl. organisiert.

## Persönlichkeiten
- Erwin Hartsch (* 1. Juni 1890 in Jugelsburg; † 2. August 1948 in Dresden) deutscher Politiker (SPD, SED)